# La Colmena (Oaxaca)
La Colmena es una comunidad en el municipio de San Simón Zahuatlán, en el estado de Oaxaca. La Colmena está a 1873 metros de altitud. 

## Geografía
Está ubicada a 17° 29' 39.48" latitud norte y 98° 0' 19.08" longitud oeste.

## Población
Según el censo de población de INEGI del 2010: la comunidad cuenta con una población total de 254 habitantes, de los cuales 129 son mujeres y 125 son hombres. Del total de la población 226 personas hablan alguna lengua indígena.

## Ocupación
El total de la población económicamente activa es de 12 habitantes, de los cuales 10 son hombres y 2 son mujeres.